# Meron Mazur

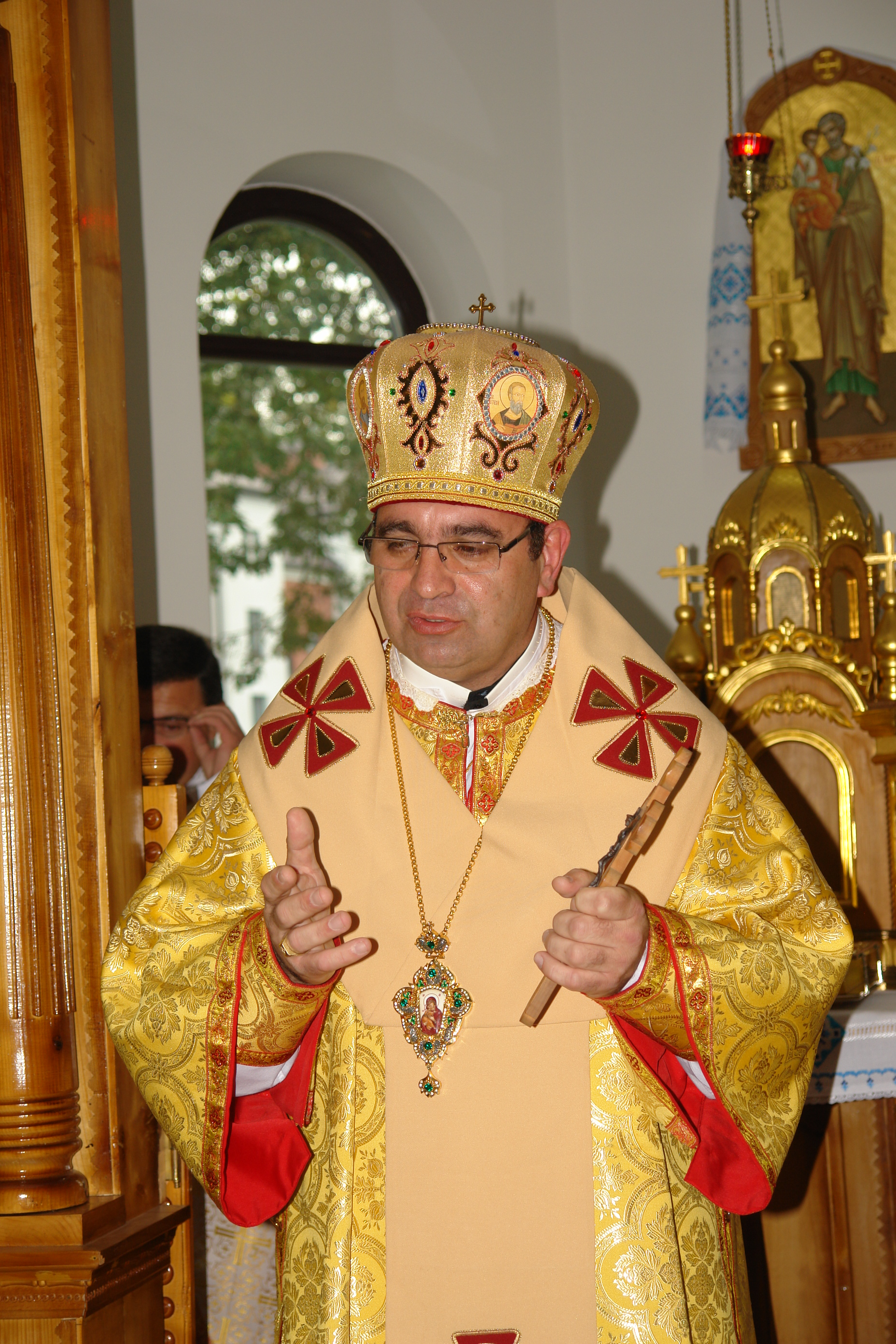
Meron Mazur

Wappen von Meron Mazur

Meron Mazur OSBM (auch Myron Mazur) (* 5. Februar 1962 in Prudentópolis, Brasilien) ist ukrainisch-griechisch-katholischer Geistlicher und Bischof der Eparchie Imaculada Conceição in Prudentópolis.

## Leben
Geboren wurde Meron Mazur im Jahre 1962 in der ukrainisch geprägten Stadt Prudentópolis im südbrasilianischen Bundesstaat Paraná.
Am 1. Januar 1988 legte Mazur seine Ordensgelübde im Orden der Basilianer des hl. Josaphat ab. Zum Priester wurde Meron Mazur am 8. September 1990 geweiht.
Am 21. Dezember 2005 ernannte ihn Papst Benedikt XVI. zum Weihbischof der ukrainisch-griechisch-katholischen Eparchie São João Batista em Curitiba und zum Titularbischof von Simitthu. Die Bischofsweihe spendete ihm der Großerzbischof von Kiew-Halytsch, Lubomyr Kardinal Husar am 26. Februar 2006. Mitkonsekratoren waren der Erzbischof von Philadelphia, Stephen Soroka, und der Bischof von São João Batista em Curitiba, Efraím Basílio Krevey OSBM.
Papst Franziskus ernannte ihn am 12. Mai 2014 zum ersten Bischof der neuerrichteten Eparchie Imaculada Conceição in Prudentópolis. Die Amtseinführung fand am 13. Juli desselben Jahres statt.